# 442 Eichsfeldia
442 Eichsfeldia је астероид главног астероидног појаса. Приближан пречник астероида је 66,73 km,
а средња удаљеност астероида од Сунца износи 2,345 астрономских јединица (АЈ).
Инклинација (нагиб) орбите у односу на раван еклиптике је 6,065 степени, а орбитални период износи 1311,658 дана (3,591 године). Ексцентрицитет орбите астероида износи 0,072.
Апсолутна магнитуда астероида износи 10,03 а геометријски албедо 0,038.
Астероид је откривен 15. фебруара 1899. године.